# Quartz (groupe)
Pour les articles homonymes, voir Quartz.
Quartz est un groupe de heavy metal britannique, originaire de Birmingham, en Angleterre. Il se sépare en 1983, et se reforme officiellement en décembre 2011.

## Biographie
Le groupe est formé en 1974 à Birmingham, en Angleterre, sous le nom de Bandy Legs. Ils signent en 1976 un contrat avec Jet Records, et partent en tournée en support de Black Sabbath et d'AC/DC. Après avoir enregistré un single, ils changent leur nom en Quartz, sur le conseil de leur nouveau manager, Albert Chapman, qui est aussi celui de Black Sabbath. C'est d'ailleurs Tony Iommi qui produit leur premier album, Quartz ; Ozzy Osbourne et Brian May participeront à un titre qui parut plus tard en face B du single Stokings the Fires of Hell en 1980. Quartz devient la première partie attitrée de Black Sabbath pour ses tournées en Grande-Bretagne. Ils participent trois fois au festival de Reading (1976, 1977 et 1980). En 1979, Geoff Nicholls quitte le groupe pour rejoindre la nouvelle formule de Black Sabbath, où il assurera les claviers pendant plus de 20 ans.
En 1980 sort leur deuxième album Stand Up and Fight pour le label MCA, le ton s'est nettement durci et séduira de nombreux fans de la New wave of British heavy metal (NWOBHM). En 1983 sort Against All Odds, avec un nouveau chanteur, Geoff Bate, et un nouveau bassiste, Stephen McLoughlin. Le groupe se sépara ensuite. En 2004, le groupe de doom metal Orodruin reprend Stand Up and Fight de leur album Claw Tower. En février la même année, Sanctuary Records annonce la sortie d'un coffret double-CD anthologique du groupe au printemps. Le label annonce aussi la réédition du premier album du groupe au début de 2004.
Quartz se reforme en 2011 pour un concert à but caritatif le 16 décembre 2011 au Asylum de Birmingham.. La formation se composait de Geoff Nicholls, Mike Hopkins, Derek Arnold, Malcolm Cope et du chanteur David Garner. En juillet 2014, ils annoncent l'écriture d'un nouvel album prévu pour 2015, et d'une compilation. En date de 2016, l'album n'est toujours pas publié.

## Membres

### Membres actuels
- Derek Arnold - basse, chœurs (1977-1980, depuis 2011)[1]
- Malcolm Cope - batterie, percussions (1977-1983, depuis 2011)[1]
- Mick Hopkins - guitare(1977-1983, depuis 2011)[1]
- Geoff Nicholls - clavier, guitare (1977, depuis 2011)[1]
- David Garner - chant (1981-1982, depuis 2011)[1]

### Anciens membres
- Mike Taylor - chant (1974–1982)[1]
- Geoff Bate - chant (1983)[1],[7]
- Geoff Nicholls - clavier, guitare[1]

## Discographie

### Albums Studio
- 1977 : Quartz (aussi nommé Delete)
- 1980 : Stand Up and Fight
- 1983 : Against All Odds
- 1996 : Resurrection (live)
- 2016 : Fear No Evil
- 2022 : On the edge of no tomorow
- 2025 : Six

### Live & compilation
- 1980 : Live Quartz
- 1996 : Resurrection
- 2004 : Satan's Serenade
- 2013 : Live and Revisited
- 2015 : Too Hot to Handle